# 第144師団 (日本軍)
第144師団（だいひゃくよんじゅうよんしだん）は、大日本帝国陸軍の師団一つ。
太平洋戦争の末期、1945年（昭和20年）1月20日に帝国陸海軍作戦計画大綱が策定された結果、本土決戦に備えるべく急造が決定した54個師団の一つであり、そのうちの第一次兵備として2月28日に編成された16個の沿岸配備師団の一つである。

## 師団概要

### 歴代師団長
- 高野直満 中将：1945年（昭和20年）4月1日 - 終戦

### 参謀長
- 鈴川健一 中佐：1945年（昭和20年）4月1日 - 終戦[1]

### 最終所属部隊
- 歩兵第413連隊（大阪）：百瀬保大佐
- 歩兵第414連隊（和歌山）：松尾謙三大佐
- 歩兵第415連隊（大阪）：白石通世大佐
- 歩兵第416連隊（和歌山）：大野次郎大佐
- 第144師団砲兵隊
- 第144師団速射砲隊
- 第144師団輜重隊
- 第144師団通信隊
- 第144師団兵器勤務隊
- 第144師団野戦病院